# 徐克 (动画导演)
徐克（英語：Xu Kerr），因与香港导演徐克重名，又被称为小徐克。中国大陆动画导演、上海河马动画创始人。

## 生平
祖籍湖南，生于北京。早期从事投资银行工作，后改行制作动画电影。

## 作品
《超蛙战士之初露锋芒》、《超蛙战士之威武教官》、《绿林大冒险》。

## 荣誉
曾获2012年全球华语科幻星云奖最佳科幻影视作品奖银奖。